# Ivan Ignjatovič Jakubovski
Ivan Ignjatovič Jakubovski (izvirno Иван Игнатьевич Якубовский), sovjetski maršal in dvakratni heroj Sovjetske zveze, * 7. januar 1912, Sajzevo, † 30. november 1976, Moskva.
Jakubovski je bil v letih 1960−1961 in 1962-1965 glavni poveljnik sovjetskih sil, nastanjenih v Nemški demokratični republiki ter 67. vrhovni poveljnik sil Varšavskega pakta. V maršala je bil povišan leta 1967.